# Sillanpäänlevä
Sillanpäänlevä är en ö i Finland. Den ligger i sjön Jämijärvi och i kommunen Jämijärvi i den ekonomiska regionen  Norra Satakunta ekonomiska region  och landskapet Satakunta, i den sydvästra delen av landet, 220 km nordväst om huvudstaden Helsingfors. Öns area är 1,7 hektar och dess största längd är 200 meter i öst-västlig riktning.